# Bożejewo (folwark)
Bożejewo – dobra i nieistniejący już folwark w Polsce położony w województwie podlaskim, w powiecie łomżyńskim, w gminie Wizna. Obecnie część Starego Bożejewa.

## Historia
W 1565 był folwarkiem królewskim w starostwie wiskim, dzierżawie Bronowo. W latach 1617–1620 powiększony został do 12 włók, ale nadal nie wzniesiono tu żadnych zabudowań folwarcznych. W okresie Królestwa Polskiego dobra przemianowano na narodowe i wchodziły w skład ekonomii Wizna. W 1874 Władysław Kisielnicki zakupił dobra bożejewskie. Dopiero w tym okresie powstały zabudowania folwarczne i dwór. Oś założenia dworskiego stanowił trakt Łomża – Wizna. Wybudowano gorzelnię, browar, cegielnię, tartak, młyny wodne i wiatrak. W trakcie I wojny światowej Niemcy wybudowali nową drogę, omijającą folwark i tym samym stary trakt stał się drogą wewnętrzną majątku.
W latach 1921–1939 dobra i folwark leżał w województwie białostockim, w powiecie kolneńskim (od 1932 w powiecie łomżyńskim), w gminie Stawiski.
Według Powszechnego Spisu Ludności z 1921 roku wieś zamieszkiwało 188 osób, 187 było wyznania rzymskokatolickiego a 1 prawosławnego. Jednocześnie 187 mieszkańców zadeklarowali polską przynależność narodową a 1 inną. Było tu 13 budynków mieszkalnych. Miejscowość należała do parafii rzymskokatolickiej w Wiźnie. Podlegała pod Sąd Grodzki i Okręgowy w Łomży; właściwy urząd pocztowy mieścił się w m. Wizna.
W wyniku napaści ZSRR na Polskę we wrześniu 1939 miejscowość znalazła się pod okupacją sowiecką. Od czerwca 1941 roku pod okupacją niemiecką. Od 22 lipca 1941 r.  do wyzwolenia włączona w skład okręgu białostockiego III Rzeszy.
Podczas dwóch wojen światowych folwark i zabudowania dworskie nie ucierpiały. Upaństwowienie i przejęcie w wyniku reformy rolnej dokonało likwidacji folwarku. W latach 50. rozebrano lub spalono wszystkie budynki gospodarcze, dwór i oficynę.
Po wyzwoleniu majątek został rozparcelowany przez polskie władze komunistyczne. Na terenie folwarku powstało Państwowe Gospodarstwo Rolne.
W latach 1975–1998 miejscowość należała administracyjnie do województwa łomżyńskiego.

## Zabytki
- Aleja lipowa (przy szosie Łomża- Białystok), XIX, nr rej.: A-73 z 29.04.1980[5]